# Аресо, Хесус
Хесу́с Аре́со Бла́нко (исп. Jesús Areso Blanco; род. 2 июля 1999, Касканте, Испания) — испанский футболист, защитник клуба «Осасуна», выступающий на правах аренды за «Бургос».

## Клубная карьера
Хесус начинал карьеру в «Алувьоне» из своего родного города Касканте. В 2014 году он вошёл в систему «Осасуны». В сезоне 2017/2018 состоялся скандальный переход защитника в «Атлетик», из-за которого «Осасуна» решила расторгнуть партнёрское соглашение с этим клубом. Хесус стал выступать за вторую команду «львов». Он дебютировал в составе «Бильбао Атлетик» 2 сентября 2017 года, заменив Перу Ноласкоайна на 79-й минуте встречи Сегунды B с клубом «Реал Унион». Всего в своём первом сезоне на взрослом уровне защитник принял участие в 26 матчах третьей лиги Испании. Хесус регулярно выступал за «Бильбао Атлетик» 2 следующих сезона.
Летом 2020 года защитник проходил предсезонную подготовку с первой командой «Атлетика». Хесус отклонил предложение о продлении контракта и был переведён обратно во вторую команду, за которую в стартовавшем сезоне 2020/21 не сыграл ни минуты. В конце сезона он принял решение покинуть «Атлетик» и вернуться в «Осасуну». 26 сентября 2021 года защитник дебютировал за «Осасуну», отыграв 83 минуты в матче Примеры с «Мальоркой» и покинув поле из-за повреждения.

## Международная карьера
В 2017—2018 годах Хесус представлял Испанию на юношеском уровне, суммарно проведя за неё 4 игры. В мае 2019 года он сыграл за национальную сборную Страны Басков в товарищеском матче против сборной Панамы.

## Личная жизнь
Старший брат Хесуса, Франсиско Хавьер — тоже футболист. Всю свою карьеру он выступает за клубы из низших испанских дивизионов.